# Le Mesnil-Vigot
Le Mesnil-Vigot ist eine Ortschaft und eine ehemalige französische Gemeinde mit 220 Einwohnern (Stand: 1. Januar 2022) im Département Manche in der Region Normandie.
Mit Wirkung vom 1. Januar 2017 wurden die bisherigen Gemeinden Remilly-sur-Lozon, Le Mesnil-Vigot und Les Champs-de-Losque zu einer Commune nouvelle mit dem Namen Remilly Les Marais zusammengeschlossen und verfügen in der neuen Gemeinde über den Status einer Commune déléguée. Der Verwaltungssitz befindet sich im Ort Remilly-sur-Lozon.

## Lage
Nachbarorte von Le Mesnil-Vigot sind Marchésieux im Nordwesten, Remilly-sur-Lozon im Norden und im Osten, Marigny-le-Lozon im Süden und Feugères im Westen.

## Bevölkerungsentwicklung
| Jahr      | 1962 | 1968 | 1975 | 1982 | 1990 | 1999 | 2008 | 2015 |
| --------- | ---- | ---- | ---- | ---- | ---- | ---- | ---- | ---- |
| Einwohner | 240  | 238  | 227  | 221  | 207  | 214  | 258  | 219  |

## Sehenswürdigkeiten
- Butte Saint-Clair, Monument historique seit 1979

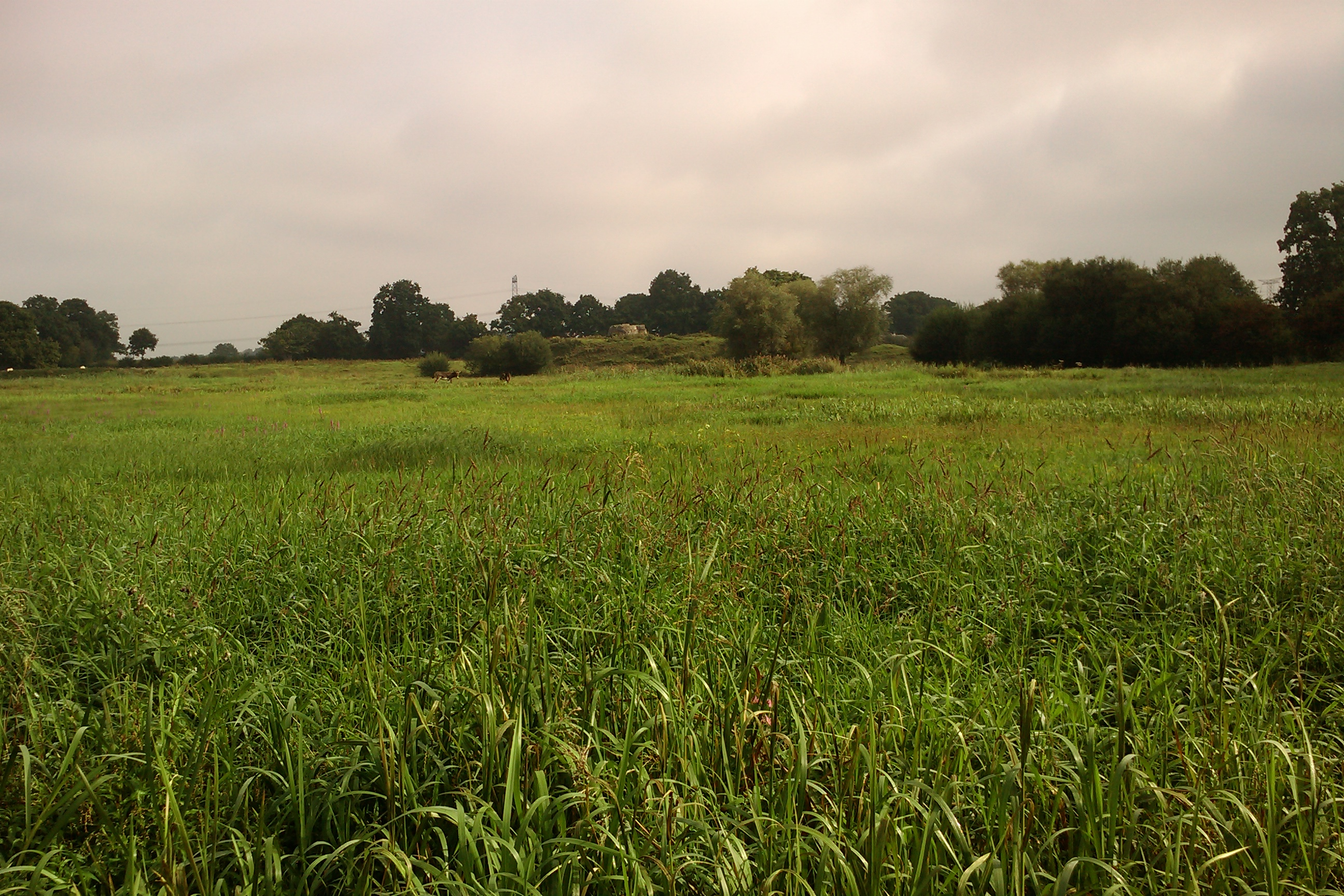
Butte Saint-Clair